# Judo-Weltmeisterschaften 1961
Die 3. Judo-Weltmeisterschaften 1961 fanden am 2. Dezember in Paris, Frankreich statt.

## Ergebnisse

### Männer
| Gewichtsklasse | Gold          | Silber    | Bronze                   |
| -------------- | ------------- | --------- | ------------------------ |
| Offene Klasse  | Anton Geesink | Kōji Sone | Kim Eui-tae Takeshi Koga |

## Medaillenspiegel
| Rang | Land        | Gold | Silber | Bronze | Gesamt |
| ---- | ----------- | ---- | ------ | ------ | ------ |
| 1    | Niederlande | 1    | –      | –      | 1      |
| 2    | Japan       | –    | 1      | 1      | 2      |
| 3    | Südkorea    | –    | –      | 1      | 1      |
|      | Total       | 1    | 1      | 2      | 4      |